# Cevdet Bej i synowie
Cevdet Bej i synowie (tur. 'Cevdet Bey ve Oğulları) – powieść wydana w 1982 roku przez tureckiego pisarza Orhana Pamuka, laureata Nagrody Nobla w dziedzinie literatury w 2006. Dzieje trzech pokoleń mieszczańskiej rodziny. Historia ludzkich marzeń, ambicji i dramatów, kronika życia rodzinnego i obyczajów na tle zmian, jakie zachodziły w tureckim społeczeństwie na przestrzeni wieków.

## Fabuła
Cevdet Bej i synowie to saga opowiadająca o dziejach pewnej mieszczańskiej rodziny, obejmująca niemal siedem dekad XX wieku. Losy trzech pokoleń mieszkających w urokliwym domu w Nişantaşı składają się na niezwykłą panoramę Turcji i zmieniającego się tureckiego społeczeństwa na tle takich wydarzeń jak upadek sułtanatu, zniesienie kalifatu, zwycięstwo ruchu Kemala Atatürka.
Powieść rozpoczyna się w 1905 roku, kiedy Cevdet bej jest jednym z nielicznych muzułmańskich kupców w Stambule. Ma trzydzieści siedem lat i marzy o założeniu rodziny w prawdziwie europejskim stylu, a także o pomnożeniu majątku. Żeni się z córką zubożałego paszy, a podczas wojny bogaci się na handlu cukrem. Kilkadziesiąt lat później kierownictwo dużej, dobrze prosperującej firmy, przejmują synowie Cevdeta, Osman i Refik. Razem z żonami i dziećmi nadal mieszkają w ojcowskiej kamienicy. Świat się zmienia i zmienia się Turcja, lecz nie wszystkim podoba się kierunek, w którym zmierza.
Poczucie obowiązku kontynuowania kupieckiej tradycji staje się demonem, który dręczy dorosłych synów Cevdet Beja. Zarówno Osman, jak i Refik próbują sprostać roli, z lepszym lub gorszym rezultatem. Po śmierci ojca Osman przejmuje interesy ojca i udaje mu się jakoś dopasować do oczekiwań rodziny i wcisnąć w garnitur przedsiębiorcy. Stres i znudzenie leczy w ramionach kochanki. Refik zaś jest wizjonerem znudzonym luksusowym, pustym mieszczańskim życiem. Zaczytuje się w poezji Friedricha Hölderlina, a jego przyjaciel Ömer uważa się za tureckiego Rastignaca. Żaden z nich nie pasuje do tej ziemi, obaj próbują więc zmieniać zastaną rzeczywistość, lecz Turcja nie pozwala im na zmiany. Z czasem Ömer rezygnuje z ideałów, popada w marazm, a tureckość go wchłania. Staje się jej częścią. Tymczasem pokonany Refik w głębi duszy wciąż wierzy – w Hölderlina, w Rousseau, w ideały. Pozostaje więc tym innym, obcym, samotnym i nierozumianym. Spadkobierców Cevdet Beja i ich przyjaciół trawi ta sama choroba: obsesja stania się kimś, potrzeba nadania życiu jakiegoś wyższego celu i sensu. Wnuk, młody malarz, próbuje uczynić sztukę treścią życia, nawet żonie, starej Nigân, nie jest obca tęsknota za tym, aby zrobić coś, co pozwoli wydostać się z letargu.
Cevdet Bej i synowie to debiut literacki Orhana Pamuka. Turecki noblista napisał tę monumentalną powieść w wieku zaledwie trzydziestu dwóch lat. Krytycy okrzyknęli ją mianem „tureckich Buddenbrooków”, a rok od wydania otrzymał za nią prestiżową nagrodą imienia Orhana Kemala. Popularność autora, poza ojczystym krajem, znacznie wzrosła po otrzymaniu Nagrody Nobla w 2006 roku. Cevdet Bej i synowie jako jedyna, zgodnie z wolą autora, nie została przetłumaczona na język angielski. Uzasadnienie swojej decyzji zamieścił Pamuk w edycji książki z 2010 roku.